# الطيب محمد الطيب
الطيب محمد الطيب [ 1934 - 2007 ] ، إعلامي وكاتب صحفي وباحث في التراث الشعبي السوداني

## تعليمه
مواليد المقرن ريفي الدامر حفظ القرآن بخلوة المقرن. 
درس المرحلة الأولية والوسطى بأتبرا
عمل بجامعة الخرطوم وحدة أبحاث السودان، ثم وزارة الثقافة ثانيا كمدير لمركز الفلكلور.

## نشاطه الإعلامي
- مقدم برنامج تلفزيوني (صور شعبية) 27 عاما متصلة
- مقدم برامج إذاعية لأكثر من 15 عام
- كاتب صحفي منذ 1968م، وحتي وفاته في 6 فبراير 2007م.

## مؤلفاته
- تاريخ قبيلة المناصير من أدبهم الشعبي بالاشتراك مع الشهيد / عبد السلام سليمان سعد وعلي سعد علي مدير تنفيذي جنوب دارفور
- تاريخ قبيلة البطاحين من أدبهم الشعبي
- حياة الحمران من أدبهم - المرشد لجمع الفلكلور بالاشتراك مع د.مصطفى معبار مصطفى ومحمد عمر بشارة *الإنداية «دراسة المجتمع السوداني من خلال الحانات الشعبية»
- الدوباي «دراسة عن بحور الغناء الشعبي»
- الشيخ فرح ود تكتوك دراسة لعصره واشعاره على عهد السلطنة الزرقاء 1504م -910هـ
- المسيد.
- بيت البكاء
- تاريخ المديح النبوي في السودان
- الصعاليك العرب في السودان
- الإبل في السودان
- الاندايه
- زاكرة قريه

## نشاطه الفكري
1. عضو اتحاد الأدباء السوداني
2. عضو الاتحاد المؤرخين
3. عضو اتحاد الكتاب السودانيين
4. شارك في مؤتمرات في أروبا، مصر، الكويت، الإمارات، الصومال وغيرها
5. شارك في عشرات المحاضرات بالجمعيات والنوادي السودانية.

## جوائز وأوسمة
- وسام العلم الفضي عام 1970م
- وسام العلم الذهبي من المكتبة القبطية
- وسام المجلس القومي للبحوث
- ماجستير فخري من جامعة الخرطوم 1982م
- وسام العلم الذهبي في الدراسات الشعبية. جامعة الخرطوم
- وسام السلام 1989م
- وسام معهد الدراسات الآسيوية والأفريقية[1]
- دكتوراه فخرية من جامعه الجزيره